# Atle Pedersen
Atle Pedersen (Larvik, 27 juli 1964) is een voormalig Noors wielrenner.

## Belangrijkste overwinningen
1986
- Eindklassement Ringerike GP

1988
- Eindklassement Roserittet

1990
- 8e etappe Ronde van Spanje

## Resultaten in voornaamste wedstrijden
| Jaar | Ronde van Italië | Ronde van Frankrijk | Ronde van Spanje |
| ---- | ---------------- | ------------------- | ---------------- |
| 1989 |                  |                     |                  |
| 1990 |                  |                     | 89e (1)          |
| 1991 |                  | buiten tijd         |                  |

| Jaar | Gent-Wevelgem | Ronde van Vlaanderen | Luik-Bast.‑Luik | Ronde van Lombardije |  | WK op de weg |
| ---- | ------------- | -------------------- | --------------- | -------------------- |  | ------------ |
| 1989 | 55e           | 70e                  |                 | 35e                  |  |              |
| 1990 |               |                      | 69e             | 69e                  |  | 27e          |
| 1991 |               |                      | 96e             |                      |  | 86e          |